# Grolsch
Pivovarna Grolsch (Koninklijke Grolsch NV - "Royal Grolsch"), znana preprosto kot Grolsch (nizozemska izgovorjava: [ɣrɔls]), je nizozemska pivovarna, ki jo je leta 1615 ustanovil Willem Neerfeldt v Groenlu. Eden od prvotnih pivovarjev iz Twenteja je bil Peter Cuyper, zet Neerfeldta, ki je bil leta 1676 imenovan za mojstra pivovarskega ceha Grolsche. Cuyper je umrl leta 1684, nato pa so posel nadaljevali njegovi potomci. Do leta 1876 so pivo varili v središču Groenla. Tega leta je pivovarna 'De Klok' zunaj kanalov zgradila novo pivovarno. Leta 1895 jo je kupil Theo de Groen, potomec pivovarske družine iz Zevenaarja. Svojo pivovarno so ustanovili v Enschedeju na Nizozemskem v začetku 19. stoletja. Do novembra 2007 je imela pomemben delež. Danes je glavna pivovarna v Enschedeju.
Leta 1995 je dobil naziv Koninklijk (kraljevski). Blagovna znamka Grolsch je marca 2008 postala del skupine SABMiller.
V okviru dogovorov, sklenjenih z regulatorji, preden je bilo Anheuser-Busch InBev dovoljeno prevzeti SABMiller, je podjetje konec leta 2016 prodalo Grolsch pivovarni Asahi. Posel naj bi bil sklenjen v prvi polovici leta 2017.

## Zgodovina
Pivovarna Grolsch je bila ustanovljena leta 1615 v Groenlu. Mesto Groenlo je bilo takrat znano kot Grolle, od tod tudi ime Grolsch, kar pomeni 'od Grolle'. Grolsch je najbolj znan po svojem 5% abv. svetlem lagerju (ležaku), Grolsch Premium Pilsner. Pivovarno je najprej upravljal Willem Neerfeldt. Neerfeldtov zet, Peter Sanford Kuyper, je kasneje prevzel vodenje. Grolsch je bil februarja 2006 drugi največji pivovar na Nizozemskem (za Heinekenom) z letno proizvodnjo 320 milijonov litrov. Domači trg obsega enainpetdeset odstotkov celotne proizvodnje.

### Sprememba lastništva
19. novembra 2007 je upravni odbor družbe Royal Grolsch NV sprejel ponudbo SABMillerja za podjetje v vrednosti 816 milijonov evrov. Prevzem je bil zaključen z umikom Grolschovih delnic 20. marca 2008.
SABMiller je nato podjetje prodal Anheuser-Busch InBev in aprila 2016 je slednji sprejel ponudbo Asahi Group Holdings Ltd. za nakup ne le Grolsch, ampak tudi blagovnih znamk piva Peroni in Meantime za 2,55 milijarde € (2,9 milijarde USD).

## Mednarodni trg
Grolsch je 21. največji ponudnik piva na svetu in je na voljo v 70 državah. Grolsch se osredotoča predvsem na Združeno kraljestvo, ZDA, Kanado, Avstralijo in Novo Zelandijo. Ti primarni trgi predstavljajo 78 odstotkov Grolschove mednarodne prodaje (po količini). Grolsch Premium Pilsner je daleč najpomembnejše pivo v svojem mednarodnem profilu, medtem ko je njegova amsterdamska znamka v letu 2006 zrasla za 40 odstotkov, predvsem v Rusiji in Franciji.
Grolsch Premium Pilsner je do novembra 2019 v Združenem kraljestvu z licenco varil Grolsch (UK) Ltd., skupno podjetje s Coors Brewers Ltd. V Združenem kraljestvu ni bil več na voljo, potem ko je Asahi končal skupno podjetje. Vendar pa je bil konec oktobra 2020 ponovno uveden v Združeno kraljestvo z nižjim receptom ABV pri 4 %.

## Pivovarna
Čeprav je bila zgrajena kot sekundarni objekt, je pivovarna Enschede z leti postala glavni proizvajalec Grolsch-a. Ta pivovarna je bila močno poškodovana med eksplozijo ognjemeta 13. maja 2000. Pivovarno v Groenlu so zaprli in leta 2004 je bila odprta nova pivovarna v Boekelu blizu Enschedeja (ki je zamenjala tako Groenlo kot staro podružnico Enschede).
Da bi poudaril svoje vezi z Enschedejem in celotno regijo, je Grolsch podpisal pogodbo s profesionalnim nogometnim klubom FC Twente za sponzoriranje njihovega stadiona v sezoni 2008–2009. Stadion se imenuje De Grolsch Veste (trdnjava Grolsch), sklicevanje na zgodovino utrjenega mesta Grol, domačega mesta Grolsch.

## Obsodba kartelnega določanja cen
18. aprila 2007 je Evropska komisija naložila globe Heineken International v višini 219,3 milijona EUR, Grolsch v višini 31,65 milijona EUR in Bavaria v višini 22,85 milijona EUR zaradi upravljanja kartela za določanje cen na Nizozemskem v skupnem znesku 273,7 milijona EUR. InBev (prej Interbrew ) se je izognil brez kazni, ker je zagotovil "odločilne informacije" o kartelu, ki je med letoma 1996 in 1999 deloval z drugimi na trgu EU. Pivovarji so obvladovali 95 % nizozemskega trga, Heineken si je lastil polovico, ostali trije pa po 15 %. 
Nekdanja evropska komisarka za konkurenco Neelie Kroes je takrat dejala, da je "zelo razočarana", da je do dogovora prišlo na najvišji ravni (v sejni sobi). Dodala je, da so Heineken, Grolsch, Bavaria in InBev poskušali prikriti sledi z uporabo kodiranih imen in okrajšav za tajne sestanke, da bi razdelili trg za pivo, ki se prodaja supermarketom, hotelom, restavracijam in kavarnam. Določanje cen se je razširilo na cenejše etikete lastnih blagovnih znamk in rabate za bare.
Grolsch proizvaja vrsto predvsem svetlih ležak piv od brezalkoholnih do 11,6 % abv.